# Temporada 2025 del Campeonato de Europa de Stock
La Temporada 2025 del Campeonato de Europa de Stock será la tercera temporada tras su separación del Campeonato de Europa de Moto2, convirtiéndose en categoría única.

## Calendario
El calendario provisional se publicó en noviembre de 2024.
| Ronda | Fecha            | Circuito    | Pole position   | Vuelta rápida    | Ganador                  | Constructor |
| ----- | ---------------- | ----------- | --------------- | ---------------- | ------------------------ | ----------- |
| 1     | 4 de mayo        | Estoril     | Iker García     | Tibor Varga      | Iker García              | Yamaha      |
| 2     | 1 de junio       | Jerez       | Jacopo Cretaro  | Archie McDonald  | Borja Gómez              | Honda       |
| 3     | 6 de julio       | Magny-Cours | Iker García     | Adrián Rodríguez | Pier Francesco Venturini | Yamaha      |
| 4     | 27 de julio      | Aragón      | Archie McDonald | Jacopo Cretaro   | Jacopo Cretaro           | Yamaha      |
| 5     | 21 de septiembre | Misano      | Por definir     | Por definir      | Por definir              | Por definir |
| 6     | 2 de noviembre   | Barcelona   | Por definir     | Por definir      | Por definir              | Por definir |
| 7     | 23 de noviembre  | Valencia    | Por definir     | Por definir      | Por definir              | Por definir |

## Equipos y pilotos
| Equipo                           | Constructor | N.º | Piloto                   | Rondas |
| -------------------------------- | ----------- | --- | ------------------------ | ------ |
| Team Honda Laglisse              | Honda       | 12  | Borja Gómez              | 1-2    |
| Team Honda Laglisse              | Honda       | 31  | Alberto García           | 1-4    |
| Team Honda Laglisse              | Honda       | 80  | Aleix Viu                |        |
| Kawasaki Palmeto JDO Racing Team | Kawasaki    | 35  | Yeray Saiz               | 1-3    |
| Kawasaki Palmeto JDO Racing Team | Kawasaki    | 61  | Javier del Olmo          | 1-4    |
| Yamaha GV Racing                 | Yamaha      | 2   | Nicholas Bevilacqua      | 1-4    |
| Yamaha GV Racing                 | Yamaha      | 11  | Iker García              | 1-4    |
| Yamaha GV Racing                 | Yamaha      | 35  | Yeray Saiz               |        |
| Yamaha GV Racing                 | Yamaha      | 62  | Blai Trias               | 1-4    |
| Yamaha GV Racing                 | Yamaha      | 81  | Joan Santos              | 1-4    |
| FACE Racing                      | Yamaha      | 4   | Pablo Echeverry          |        |
| FACE Racing                      | Yamaha      | 18  | Domenico Passanisi       | 2-3    |
| FACE Racing                      | Yamaha      | 39  | Andrea Bettin            | 1-2    |
| FACE Racing                      | Yamaha      | 44  | Adrián Rodríguez         | 3-4    |
| FACE Racing                      | Yamaha      | 71  | Rubén Romero             | 1-2    |
| Viñales Racing School            | Yamaha      | 7   | Charly Malterre          | 1      |
| Viñales Racing School            | Yamaha      | 32  | Rodrigo Valente          | 1-2    |
| Viñales Racing School            | Yamaha      | 34  | Marco Gaggi              | 2      |
| Promoracing                      | Yamaha      | 10  | Filippo Fuligni          | 1-4    |
| Promoracing                      | Yamaha      | 43  | Amanuel Brinton          | 1-4    |
| Promoracing                      | Yamaha      | 76  | Gonçalo Capote           | 1-4    |
| FM Torrent                       | Yamaha      | 13  | Cristian D'Arliano       | 1-4    |
| Lodisna Team Torrentó            | Yamaha      | 16  | Álvaro Fuertes           | 1-2, 4 |
| Lodisna Team Torrentó            | Yamaha      | 74  | Marcos Ludeña            | 3      |
| Lodisna Team Torrentó            | Yamaha      | 88  | Sviatoslav Pylypenko     | 1-4    |
| Da Costa Competizione            | Yamaha      | 18  | Domenico Passanisi       | 4      |
| PS Racing                        | Yamaha      | 19  | Shuai Li                 | 1-2    |
| PS Racing                        | Yamaha      | 69  | Archie McDonald          | 1-4    |
| IUM Motorsport                   | Yamaha      | 22  | Declan van Rosmalen      | 1-4    |
| IUM Motorsport                   | Yamaha      | 47  | Tibor Varga              | 1-4    |
| MDR Competición                  | Yamaha      | 25  | Bence Kecskes            | 1-4    |
| MDR Competición                  | Yamaha      | 27  | Joan Díaz                | 1-4    |
| MDR Competición                  | Yamaha      | 37  | David Jiménez            | 1-4    |
| Team Zivimotor                   | Yamaha      | 26  | Francisco Ruiz           | 1-4    |
| Team Zivimotor                   | Yamaha      | 49  | Javier Aparisi           | 1-2, 4 |
| AC Racing Team                   | Yamaha      | 33  | Pier Francesco Venturini | 1-4    |
| Pitformance VRS                  | Yamaha      | 48  | Lorenzo Dalla Porta      | 1      |
| Pitformance VRS                  | Yamaha      | 52  | Andy Verdoia             | 2      |
| Pitformance VRS                  | Yamaha      | 72  | Alfonso Linares          | 1      |
| Andifer American Racing          | Yamaha      | 67  | Carlos Valle             | 1      |
| SF Racing                        | Yamaha      | 71  | Rubén Romero             | 3-4    |
| SF Racing                        | Yamaha      | 73  | Jacopo Cretaro           | 1-4    |
| SF Racing                        | Yamaha      | 86  | Kylian Nestola           | 1-2    |
| MRE Talent                       | Yamaha      | 96  | David Sanchís            | 1-4    |

| Leyenda             |
| ------------------- |
| Piloto titular      |
| Piloto invitado     |
| Piloto de reemplazo |

### Campeonato de pilotos
Sistema de puntuación
Los puntos se reparten entre los quince primeros clasificados en acabar la carrera. Sistema de puntuación de 1993 hasta 2022:
| Posición | 1.º | 2.º | 3.º | 4.º | 5.º | 6.º | 7.º | 8.º | 9.º | 10.º | 11.º | 12.º | 13.º | 14.º | 15.º |
| Puntos   | 25  | 20  | 16  | 13  | 11  | 10  | 9   | 8   | 7   | 6    | 5    | 4    | 3    | 2    | 1    |

| Pos. | Piloto                   | Moto                  | Equipo                           | EST | JER | MAG | ARA | MIS | BAR | VAL | Ptos. |
| ---- | ------------------------ | --------------------- | -------------------------------- | --- | --- | --- | --- | --- | --- | --- | ----- |
| 1    | Iker García              | Yamaha                | Yamaha GV Racing                 | 1   | 5   | 3   | 5   |     |     |     | 55    |
| 2    | Jacopo Cretaro           | Yamaha                | SF Racing                        | 3   | 14  | 8   | 1   |     |     |     | 47    |
| 3    | Borja Gómez              | Honda                 | Team Honda Laglisse              | 2   | 1   |     |     |     |     |     | 45    |
| 4    | Tibor Varga              | Yamaha                | IUM Motorsport                   | 4   | 10  | 2   | 3   |     |     |     | 45    |
| 5    | Archie McDonald          | Yamaha                | PS Racing                        | 5   | 2   | 10  | Ret |     |     |     | 34    |
| 6    | Blai Trias               | Yamaha                | Yamaha GV Racing                 | 11  | 3   | 5   | 9   |     |     |     | 33,5  |
| 7    | Rubén Romero             | Yamaha                | FACE Racing                      | 15  | Ret |     |     |     |     |     | 25,5  |
| 7    | Yamaha                   | SF Racing             |                                  |     | 7   | 2   |     |     |     |     | 25,5  |
| 8    | Joan Díaz                | Yamaha                | MDR Competición                  | 7   | 7   | WD  | 10  |     |     |     | 24    |
| 9    | Álvaro Fuertes           | Yamaha                | Lodisna Team Torrentó            | 16  | 6   |     | 4   |     |     |     | 23    |
| 10   | Filippo Fuligni          | Yamaha                | Promoracing                      | Ret | 8   | DSQ | 7   |     |     |     | 17    |
| 11   | Amanuel Brinton          | Yamaha                | Promoracing                      | 10  | 16  | 6   | 11  |     |     |     | 16    |
| 12   | Bence Kecskes            | Yamaha                | MDR Competición                  | 14  | 12  | 12  | 8   |     |     |     | 16    |
| 13   | David Sanchís            | Yamaha                | MRE Talent                       | 12  | Ret | WD  | 6   |     |     |     | 14    |
| 14   | Pier Francesco Venturini | Yamaha                | AC Racing Team                   | 22  | 15  | 1   | DSQ |     |     |     | 13,5  |
| 15   | Andy Verdoia             | Yamaha                | Pitformance VRS                  |     | 4   |     |     |     |     |     | 13    |
| 16   | David Jiménez            | Yamaha                | MDR Competición                  | 8   | 13  | DNS | 14  |     |     |     | 13    |
| 17   | Alberto García           | Honda                 | Team Honda Laglisse              | 9   | 17  | WD  | 12  |     |     |     | 11    |
| 18   | Lorenzo Dalla Porta      | Yamaha                | Pitformance VRS                  | 6   |     |     |     |     |     |     | 10    |
| 19   | Adrián Rodríguez         | Yamaha                | FACE Racing                      |     |     | 4   | 15  |     |     |     | 7,5   |
| 20   | Joan Santos              | Yamaha                | Yamaha GV Racing                 | Ret | 9   | INJ | Ret |     |     |     | 7     |
| 21   | Marco Gaggi              | Yamaha                | Viñales Racing School            |     | 11  |     |     |     |     |     | 5     |
| 22   | Declan van Rosmalen      | Yamaha                | IUM Motorsport                   | 18  | 19  | 13  | 13  |     |     |     | 4,5   |
| 23   | Gonçalo Capote           | Yamaha                | Promoracing                      | 17  | 18  | 9   | Ret |     |     |     | 3,5   |
| 24   | Francisco Ruiz           | Yamaha                | Team Zivimotor                   | 13  | Ret | Ret | Ret |     |     |     | 3     |
| 25   | Marcos Ludeña            | Yamaha                | Lodisna Team Torrentó            |     |     | 11  |     |     |     |     | 2,5   |
| 26   | Sviatoslav Pylypenko     | Yamaha                | Lodisna Team Torrentó            | 23  | 21  | WD  | 16  |     |     |     | 0     |
| 27   | Cristian D'Arliano       | Yamaha                | FM Torrent                       | 26  | 24  | Ret | 17  |     |     |     | 0     |
| 28   | Javier Aparisi           | Yamaha                | Team Zivimotor                   | WD  | Ret |     | 18  |     |     |     | 0     |
| 29   | Javier del Olmo          | Kawasaki              | Kawasaki Palmeto JDO Racing Team | 19  | 22  | WD  | Ret |     |     |     | 0     |
| 30   | Yeray Saiz               | Kawasaki              | Kawasaki Palmeto JDO Racing Team | 20  | 23  | WD  |     |     |     |     | 0     |
| 30   | Yamaha                   | Yamaha GV Racing      |                                  |     |     |     |     |     |     |     | 0     |
| 31   | Kylian Nestola           | Yamaha                | SF Racing                        | Ret | 20  |     |     |     |     |     | 0     |
| 32   | Nicholas Bevilacqua      | Yamaha                | Yamaha GV Racing                 | 21  | 25  | WD  | Ret |     |     |     | 0     |
| 33   | Andrea Bettin            | Yamaha                | FACE Racing                      | 24  | 26  |     |     |     |     |     | 0     |
| 34   | Rodrigo Valente          | Yamaha                | Viñales Racing School            | 25  | DSQ |     |     |     |     |     | 0     |
| 35   | Carlos Valle             | Yamaha                | Andifer American Racing          | 27  |     |     |     |     |     |     | 0     |
| 36   | Charly Malterre          | Yamaha                | Viñales Racing School            | Ret |     |     |     |     |     |     | 0     |
| 37   | Alfonso Linares          | Yamaha                | Pitformance VRS                  | Ret |     |     |     |     |     |     | 0     |
| 38   | Domenico Passanisi       | Yamaha                | FACE Racing                      |     | DSQ | Ret |     |     |     |     | 0     |
| 38   | Yamaha                   | Da Corsa Competizione |                                  |     |     | DNS |     |     |     |     | 0     |
|      | Shuai Li                 | Yamaha                | PS Racing                        | DNQ | DNQ |     |     |     |     |     | 0     |
|      | Pablo Echeverry          | Yamaha                | FACE Racing                      |     |     |     |     |     |     |     | 0     |
|      | Aleix Viu                | Honda                 | Team Honda Laglisse              |     |     |     |     |     |     |     | 0     |
| Pos. | Piloto                   | Moto                  | Equipo                           | EST | JER | MAG | ARA | MIS | BAR | VAL | Ptos. |

|
| Color     | Resultado                                                               |
| --------- | ----------------------------------------------------------------------- |
| Oro       | Ganador                                                                 |
| Plata     | 2.ª plaza                                                               |
| Bronce    | 3.ª plaza                                                               |
| Verde     | Finalizó en los puntos                                                  |
| Azul      | Finalizó sin puntos                                                     |
| Azul      | NC - No clasificado                                                     |
| Violeta   | Ret - No terminó (Carrera)                                              |
| Rojo      | DNQ - No se clasificó                                                   |
| Negro     | DSQ - Descalificado                                                     |
| Blanco    | DNS - No empezó (carrera)                                               |
| Blanco    | WD - Retirado (fin de semana)                                           |
| Blanco    | C - Carrera cancelada                                                   |
| Sin color | DNP - Inscrito pero no participó                                        |
| Sin color | INJ - Lesionado                                                         |
| Sin color | EX - Excluido                                                           |
| Estado    | Resultado                                                               |
| Negrita   | Pole position                                                           |
| Cursiva   | Vuelta rápida                                                           |
| †         | Abandona, pero clasifica al completar el porcentaje requerido para ello |

### Campeonato de Constructores
| Pos. | Constructor | EST | JER | MAG | ARA | MIS | BAR | VAL | Ptos. |
| ---- | ----------- | --- | --- | --- | --- | --- | --- | --- | ----- |
| 1    | Yamaha      | 1   | 2   | 1   | 1   |     |     |     | 82,5  |
| 2    | Honda       | 2   | 1   |     | 12  |     |     |     | 49    |
| 3    | Kawasaki    | 19  | 22  |     |     |     |     |     | 0     |
| Pos. | Constructor | EST | JER | MAG | ARA | MIS | BAR | VAL | Ptos. |